# Jukka-Pekka Valkeapää
Jukka-Pekka Valkeapää (* 1977 in Porvoo, Finnland) ist ein finnischer Regisseur. Er studierte Filmregie an der Hochschule für Kunst und Design in Helsinki.

## Leben und Werk
Valkeapää zeichnete in seiner Jugend Cartoons, die er selbst verlegte. Er war als Graphiker und Illustrator tätig.
Mit den beiden Kurzfilmen Eyes Closed No Hands (Originaltitel: Silmät kiinni ilman käsiä, 2000) und The Fall (Originaltitel: Keinu, 2003) gewann Valkeapää zahlreiche Preise auf internationalen Filmfestivals. Er war ebenfalls als Regisseur für viele Fernseh-Werbefilme tätig.
In seinem Langfilm-Erstlingswerk Der Besucher (Originaltitel: Muukalainen, 2008) erzählt er die Geschichte eines stummen Jungen. Die Perspektive der düsteren filmischen Märchengeschichte ist distanziert entdeckend und meist ist die Sicht für den Zuschauer durch Gegenstände wie Gitter versperrt, oftmals lässt der Film das Geschehen auch nur im Dunklen erahnen. Der Film wurde bei den Internationalen Filmfestspielen von Venedig uraufgeführt und erhielt beim Internationalen Filmfestival Göteborg den Nordic Film Award und den Kodak Nordic Vision Award. Am 5. November 2009 kam Der Besucher in die deutschen Kinos.
Der Stil von Valkeapää wurde mit dem des sowjetischen Filmregisseurs Andrej Tarkowski verglichen, während er sich selbst in der Tradition von Fritz Lang und F. W. Murnau sieht.

## Auszeichnungen
- 2010: Jussi/Beste Regie für Der Besucher – nominiert
- 2015: Jussi/Beste Regie für He ovat paenneet